# 郭大維 (電腦科學家)
郭大維（1964年7月18日—），台灣學者，國立臺灣大學資訊工程學士、美國德州大學奧斯丁分校電腦科學博士，專業在電腦科學。

## 生平
郭大維是國立臺灣大學資訊工程學系學士及美國德州大學奧斯丁分校電腦科學博士，在美國取得該博士學位後即返台投身於研究與教學工作，先後服務於國立中正大學資訊系與國立臺灣大學資訊系及網媒所，2015年1月接任中央研究院訊科技創新研究中心主任，曾任國立台灣大學資訊工程學系系主任 / 所長、國立臺灣大學電機資訊學院副院長，並為計算機協會會士（2015年）與國際電機電子工程師學會會士（2011年）。並擔任國立臺灣大學代理校長、學術副校長、資訊工程學系 / 資訊網路多媒體研究所教授。郭大維的研究領域主要為非揮發性記憶體之軟體與嵌入式系統、实时操作系统及電腦作業系統設計。
郭大維於2017年10月開始擔任國立臺灣大學代理校長，後因準校長管中閔受到抵制未能及時上任，使其繼續擔任代理校長直到2019年1月8日；期間在2018年5月12日臨時校務會議通過可行使校長權力。
2019年8月1日至2022年7月31日，借調至香港城市大學為李兆基資訊工程講座教授兼校長資深顧問暨工學院首任院長。
2023年2月1日至2024年1月31日擔任阿拉伯聯合大公國Mohamed bin Zayed University of Artificial Intelligence客座/合聘教授暨校長室資深顧問，該校以阿拉伯聯合大公國總統暨阿布達比國王命名之研究型大學，為建設2031國家人工智慧策略(UAE AI Strategy 2031)的重要一環，客座期間領導與建設該大學Research Office。
2024年2月1日至2025年7月31日借調台達電子擔任技術長。2025年8月1日起從國立臺灣大學提早退休，專職擔任台達電子技術長。

## 曾獲殊榮
- 1999年：財團法人潘文淵文教基金會考察研究獎
- 2001年：中央研究院年輕學者研究著作獎
- 2003年：國家科學委員會傑出研究獎（92年度）
- 2004年：中華民國十大傑出青年
- 2005年：93年度臺灣大學教學傑出獎[3]
- 2007年：中國電機工程學會傑出電機工程教授獎
- 2011年：國際電機電子工程師學會會士 IEEE Fellow（Class 2011）
- 2011年：國家科學委員會傑出研究獎（100年度）
- 2014年：科技部傑出研究獎（103年度）[4]
- 2015年：美國計算機協會會士 ACM Fellow（Class 2015）[5]
- 2015年：第二十二屆東元獎 [6]
- 2017年：國際電機電子工程師學會 即時系統技術委員會 傑出技術貢獻與領導獎
- 2017年：國際電機電子工程師學會 網宇實體系統 技術委員會 傑出領導獎
- 臺灣大學教學優良獎（91、92、98、99、100、102、103、107、111學年度）[7]
- 2018年：美國國家發明家科學院院士 NAI Fellow（Class 2018）
- 2018年：第十六屆有庠科技講座 [8]
- 2018年：潘文淵文教基金會 研究傑出獎 [9]
- 2021年：德國宏博研究獎 Humboldt Research Award[10]
- 2021年：歐洲科學與藝術學院院士（European Academy of Sciences and Arts）[11]
- 2022年：中國電機工程學會 111 年度會士[12]
- 2024年: 第67屆教育部學術獎 （工程及應用科學類科）[13]

## 外部連結
- 國立臺灣大學資訊工程學系 - 郭大維教授
- 國立臺灣大學學術副校長室

| 教育職務                           | 教育職務                                          | 教育職務      |
| ---------------------------------- | ------------------------------------------------- | ------------- |
| 國立臺灣大學                       |                                                   |               |
| 前任： 張慶瑞（代理） 正任：楊泮池 | 國立臺灣大學校長 代理 2017年9月30日－2019年1月8日 | 繼任： 管中閔 |